# Dincolo de limite
Dincolo de limite (titlu original: Limitless) este un film thriller american din 2011, regizat de Neil Burger, cu Bradley Cooper, Abbie Cornish și Robert De Niro în rolurile principale. Filmul e bazat pe romanul tehno-thriller The Dark Fields de Alan Glynn.

## Prezentare
Filmul prezintă un scriitor aflat în pană de inspirație care primește de la un prieten un nou drog sintetic,  NZT. Din cauza acestuia începe să-și folosească creierul la maxim și își termină noua carte în doar 4 zile, dar apar alte probleme care îl fac să moară

## Distribuție
- Bradley Cooper în rolul scriitorului Edward "Eddie" Morra
- Robert De Niro în rolul lui Carlos "Carl" Van Loon
- Abbie Cornish în rolul lui Lindy
- Anna Friel în rolul lui Melissa Gant
- Johnny Whitworth în rolul lui Vernon Gant
- Richard Bekins în rolul lui Henry "Hank" Atwood
- Robert John Burke în rolul lui Donald "Don" Pierce
- Tomas Arana în rolul omului într-o haină de culoare cafenie
- T.V. Carpio în rolul lui Valerie
- Patricia Kalember în rolul lui Mrs. Atwood
- Andrew Howard în rolul lui Gennady
- Ned Eisenberg în rolul lui Morris Brandt

## Vezi și
- Limitless (serial TV) bazat pe acest film și pe romanul  The Dark Fields